# Costa Fallières

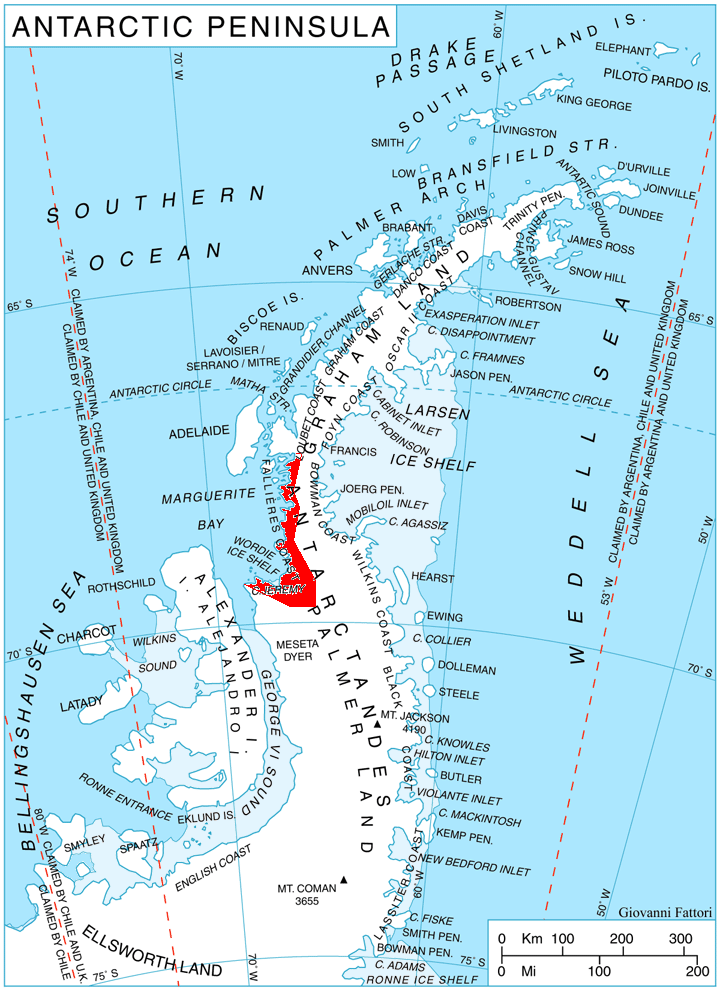
Localização da Costa Fallières.

A Costa Fallières ou Costa de Fallières é a parte da costa ocidental da Península Antártica entre o extremo do Fiorde Bourgeois e o Cabo Jeremy, entre a Baía Marguerite e a Plataforma de Gelo Wordie. A sul junta-se à  Costa Rymill, e a norte à Costa Loubet. A Costa Fallières foi explorada pela primeira vez em janeiro de 1909 pela Expedição Antártica Francesa sob comando de J.B. Charcot, que lhe deu o nome de Armand Fallières, então Presidente da França.